# Kuopasjärvi
Kuopasjärvi är en sjö i Finland. Den ligger i kommunen Ranua i landskapet Lappland, i den norra delen av landet, 700 km norr om huvudstaden Helsingfors. Kuopasjärvi ligger 149 meter över havet. Arean är 2,22 kvadratkilometer och strandlinjen är 10,51 kilometer lång. Sjön  ingår i Simo älvs huvudavrinningsområde.   Den sträcker sig 3,6 kilometer i nord-sydlig riktning, och 2,0 kilometer i öst-västlig riktning.
I övrigt finns följande i Kuopasjärvi:
- Venäläissaari (en ö)
- Kuikkasaari (en ö)

I övrigt finns följande vid Kuopasjärvi:
- Saarijärvi (en sjö)